# 北薩頓 (新罕布什爾州)
北薩頓（英語：North Sutton）是位於美國新罕布什爾州梅里馬克縣的非建制地區。

## 歷史
北薩頓的郵局自1854年營運至今。

## 地理
北薩頓所處的海拔為高於海平面279米（即915英呎），而該地所採用的時區為UTC-5，即北美东部时区（EST）。同時該地設有夏令時間，為UTC-5調快一小時，即UTC-4（EDT）。